# 阪神國道車站
阪神國道站（日语：／ Hanshin-kokudo eki */?），是一個位於兵庫縣西宮市津門大塚町，阪急電鐵今津線的鐵路車站。車站編號為HK-22。

## 歷史
- 1927年（昭和2年）5月10日 - 隨著阪神急行電鐵（現在的阪急電鐵）今津線西宮北口站-今津站的開業同時營運[3]。
- 2013年（平成25年）12月21日 - 導入車站編號[4][5]。

### 站名的「阪神」
雖然站名冠上「阪神」，但並非阪神電氣鐵道的車站，而是由於經過本站前的國道2號通稱「阪神國道」的關係。「阪神」這個名稱原本指的是大阪市和神戶市，或是這兩個城市中間的地區，阪神電氣鐵道和阪神國道的名稱也是來自於此。

## 車站構造
側式月台2面2線的高架車站。此外，本站與今津站的距離只有700公尺，是阪急電鐵沿線中最短的站距。

### 月台配置
| 月台 | 路線   | 方向 | 目的地                              |
| ---- | ------ | ---- | ----------------------------------- |
| 1    | 今津線 | 下行 | 往 西宮北口、大阪、神戶、京都、寶塚 |
| 2    | 今津線 | 上行 | 往 今津                             |

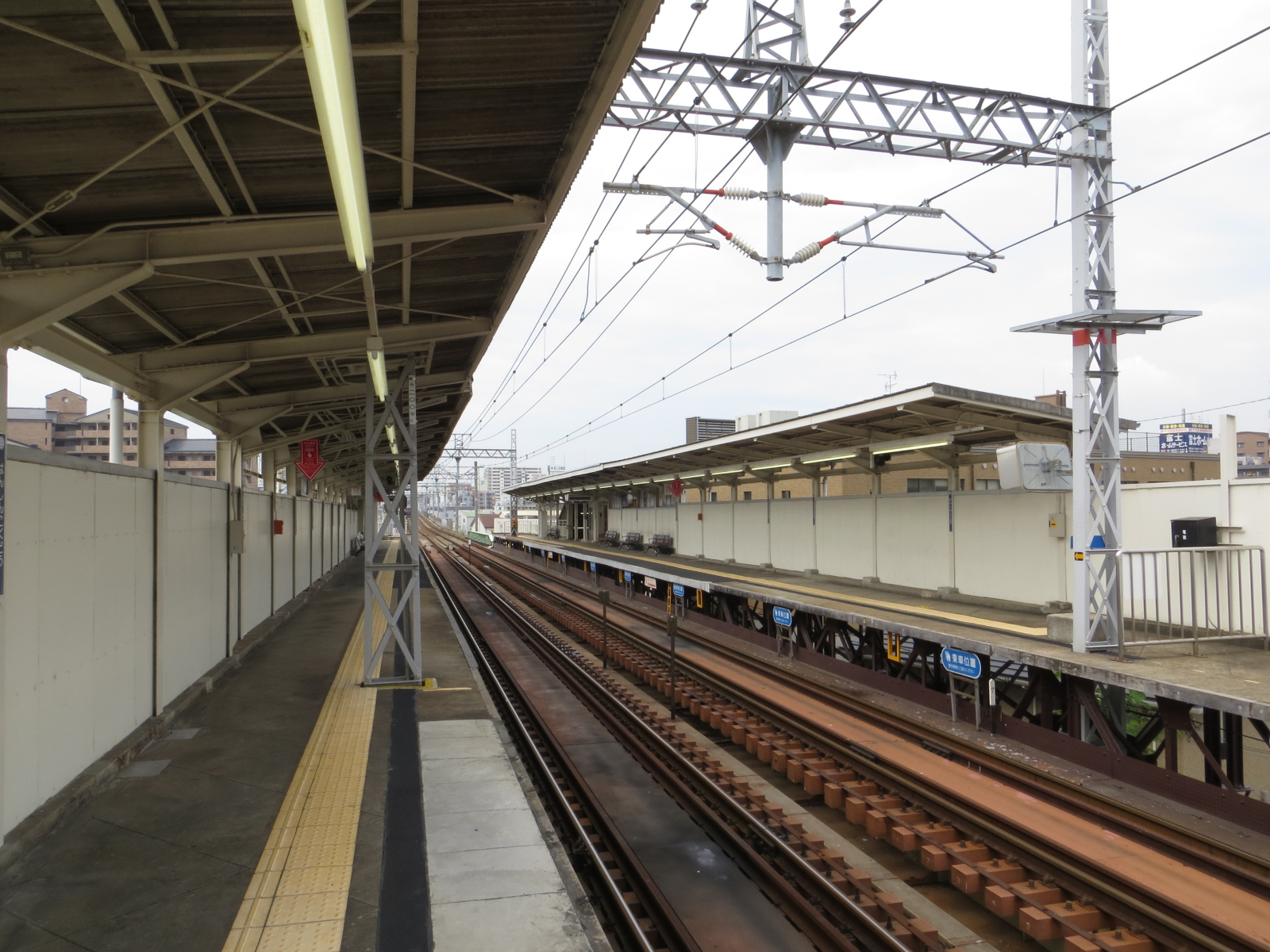
車站月台
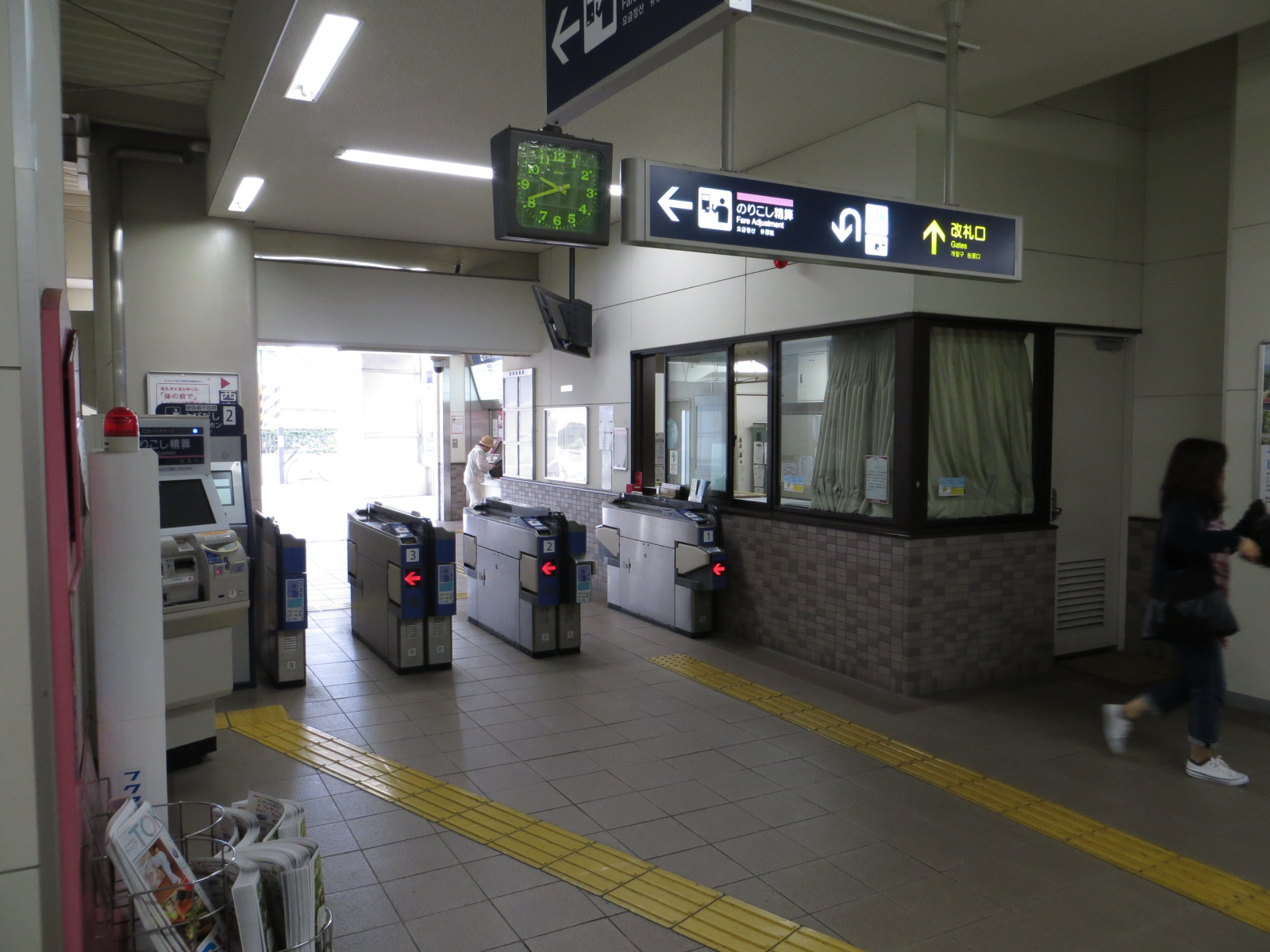
驗票口

## 使用狀況
2019年的上車人次為890,000人。1日平均上車人次約為2,438人，為阪急電鐵中最少。

## 車站周邊
- 西宮綾羽郵局
- 西宮市立深津中學校
- 西宮市立深津小學校
- 西日本旅客鐵道（JR西日本）西宮站 - 向西約800公尺[2]。
- 日本年金機構西宮年金事務所

### 公車路線
阪神巴士在本站設有公車站牌「阪神國道站前」。
- 尼崎蘆屋線　往 阪神尼崎・阪神蘆屋
- 西宮團地線　往 阪神西宮・濱甲子園團地（行經 阪神甲子園）

## 相鄰車站
阪急電鐵
 今津線（今津南線）
西宮北口（HK-08）－阪神國道（HK-22）－今津（HK-21）

## 外部連結
- 阪神國道 - 阪急電鐵